# David Mumford
David Bryant Mumford (Worth, Anglaterra, 11 de juny de 1937) és un matemàtic nord-americà nascut al Regne Unit. És conegut pels seus treballs en el camp de la geometria algebraica i pels seus estudis sobre el reconeixement de les formes. És actualment professor del departament de matemàtiques aplicades a la Universitat de Brown, però ha realitzat una important carrera universitària a la Universitat Harvard.
Ha rebut diversos premis al llarg de la seva vida. Entre ells una medalla Fields el 1974 i el Premi Steele el 2007 atorgat per la Societat Matemàtica Americana. A mésa més, ha estat president de la Unió Matemàtica Internacional des de 1995 fins a 1999.
El gener de 2013, Mumford i la matemàtica belga Ingrid Daubechies van rebre el Premi Fundació BBVA Fronteres del Coneixement en la categoria de Ciències Bàsiques per la seva labor teòrica matemàtica.